# صديق إسماعيل
صِدِّيق إسماعيل هو لاعب كرة قدم نيجيري محترف يلعب حاليًا مع نادي ريمو ستار في مركز الظهير الأيمن. في مايو 2024، تلقى أول دعوة له للعب لصالح منتخب نيجيريا ضمن قائمة جورج فينيدي المكونة من 23 لاعبًا لتصفيات كأس العالم 2026.